# ارکیده پرنده‌ای والان‌گانگ
ارکیده پرنده‌ای والان‌گانگ (نام علمی: Chiloglottis chlorantha) نام یک گونه از سرده ارکیده‌های زنبوری است.